# Ис Уригус
Ис Уригус (итал. Is Urigus) је насеље у Италији у округу Карбонија-Иглесијас, региону Сардинија.
Према процени из 2011. у насељу је живело 575 становника. Насеље се налази на надморској висини од 35 м.